# Neocrepidodera adelinae
Neocrepidodera adelinae là một loài bọ cánh cứng trong họ Chrysomelidae. Loài này được Binaghi miêu tả khoa học năm 1947.